# كريزي تاكسي (سلسلة ألعاب فيديو)
كريزي تاكسي (بالإنجليزية: Crazy Taxi)‏ هي سلسلة ألعاب فيديو من نوع السباقات من تطوير سيجا إيه إم 3 ونشر سيجا. صدرت أولى أجزاء السلسلة في ملاهي ألعاب الفيديو عام 1999 وكانت ناجحة للغاية، مما دفع سيجا إلى نقل إصدار اللعبة من أجهزة ألعاب الأركيد إلى جهاز دريم كاست الخاصة بالشركة في عام 2000. كانت اللعة هي ثالث أكثر لعبة مبيعًا على جهاز دريم كاست في الولايات المتحدة، حيث بيعت أكثر من مليون نسخة. ثم نقلت اللعبة لاحقًا إلى بلاي ستيشن 2، ونينتندو غيم كيوب، والكمبيوتر الشخصي مع ظهور أنظمة إكس بوكس، وغيم بوي أدفانس، وبلاي ستيشن بورتبل.
في كل مرحلة في اللعبة، يتولى اللاعب دور سائق سيارة أجرة ويجب عليه أن يجمع الأموال عن طريق توصيل الركاب إلى وجهاتهم في أسرع وقت ممكن، وكسب النقاط من خلال أداء حركات مجنونة بالسيارة قبل نفاد الوقت. تمت تصميم اللعبة بأسلوب لعب مبتكر يسهل تعلمه ولكن من الصعب إتقانه، تم استخدام للإعلانات داخل اللعبة والموسيقى التصوير الخاصة بالعبة من تقديم فرقتي ذي أوفسبرنج، ودين سيئ. تم تسجيل براءة اختراع ميكانيكي اللعب الأساسي من قبل سيجا، مما أدى إلى دعوى قضائية واحدة على الأقل بسبب طريقة اللعب المتشابهة بالعبة عائلة سمبسون: غضب الطريق، والتي تمت تسويتها منذ ذلك الحين خارج المحكمة.

## أُسلوب اللعب
جميع سلاسل لعبة كريزي تاكسي هي ألعاب سباقات تستخدم جميعها نفس القواعد والميكانيكا الأساسية. يتحكم اللاعب في واحد من العديد من سائقي سيارات الأجرة في مدينة خيالية، ويبحث عن الزبائن ثم يأخذهم إلى وجهتهم في أسرع وقت ممكن. يجب على اللاعب توصيل الزبائن في الوقت المحدد له. يُشار إلى الزبائن الذين يبحثون عن سائق أجرة بعلامة علوية ملونة تمثل المسافة إلى وجهتهم المقصودة. تتراوح علامة الألوان من الأحمر الذي يشير إلى الرحلات القصيرة، والأصفر للمسافات المتوسطة، والأخضر يشير إلى الرحلات الطويلة. عندما يتم إختيار زبون، يتم منح اللاعب وقتًا إضافيًا. علاوة على ذلك، يتم بدء تشغيل مؤقت العد التنازلي الثاني، والذي يمثل السرعة التي يحتاجها الراكب للوصول إلى وجهته. أثناء وجود الراكب في سيارة الأجرة، يظهر سهم أخضر كبير على شاشة عرض المعلومات الخاصة باللاعب يشير إلى الاتجاه العام لوجهة الراكب للمساعدة في توجيه اللاعب عبر الخريطة.
يُمكن للاعب القيام بحركات مجنونة بالسيارة مثل الانجرافات، والقفزات، والأخطاء الوشيكة، ومجموعات متتالية من هذه الحركات لكسب أموال إضافية من الراكب أثناء الرحلة. إذا تم الوصول إلى الوجهة في الوقت المناسب، فسيتم الدفع للاعب بناءً على المسافة المقطوعة مع مُكافأة زمنية مُحتملة بناءً على مدى سرعة الوصول إلى الوجهة. إذا وصل العد التنازلي للراكب إلى الصفر، فسيخرج من سيارة الأجرة دون أن يدفع وسيُطلب من اللاعب البحث عن زبون أخر. تستمر اللعبة في هذا الوضع طالما تبقى الوقت في الساعة الرئيسية. بمجرد أن تصل الساعة إلى الصفر، تنتهي اللعبة، ويتم تصنيف اللاعب وتقييمه بناءً على إجمالي ربحه.
على عكس ألعاب الآركيد الأخرى، لا يُمكن للاعب الاستمرار من حيث انتهت اللُعبة السابقة. لا يمكن لعب اللُعبة إلى وقت طويل في حين أن هناك المئات من الركاب المحتملين لالتقاطهم وتسليمهم، لا يوجد سوى عدد محدود من الأسعار في اللعبة. سيظهر الركاب المتنوعون المنتشرون في جميع أنحاء المدينة بشكل عشوائي ويختفون طوال اللعبة، ولكن بمجرد أن يتم التقاط أحدهم، لا يكون الراكب متاحًا لبقية تلك اللُعبة. تم الإشادة باللُعبة الأساسية في السلسلة باعتبارها «معقدة بشكل مخادع»، كما ذكر فريق آي جي إن لمراجعتهم لإصدار دريم كاست من كريزي تاكسي:
تضمنت لُعبة كريزي تاكسي 2 القدرة على التقاط مجموعة من الركاب، لكل منهم وجهة مختلفة. يضاعف عدد الركاب في السيارة المكافآت الإكرامية المكتسبة من القيادة البهلوانية، بينما لا يمكن اكتساب إجمالي الأجرة إلا بعد إنزال آخر راكب في الوقت المناسب. بالإضافة إلى ذلك، قدمت كريزي تاكسي 2 حركة جديدة تسمى «كريزي هوب» والتي سمحت للاعب بالقفز بسيارة الأجرة لإزالة بعض العقبات، أو الوصول إلى أسطح أعلى يمكن القيادة بها.
تتميز اللُعبة بوجود مجموعة من الألعاب المصغرة داخلها التي تتطلب من اللاعب تحقيق هدف مُعين باستخدام واحد أو أكثر من «الأعمال المجنونة» المتنوعة داخل اللعبة. يختبر بعضها طريقة تعامل اللاعب مع سيارة أجرة، بينما البعض الآخر مبالغ فيه، مثل لُعبة البولينج أو البلياردو. تتطلب بعض الألعاب المصغرة إكمال البعض الآخر قبل الوصول إليها.
قبل كل بداية مرحة، يمكن للاعب اختيار واحد من العديد من السائقين والسيارات الخاصة به، لكل سيارة أداء مُختلف قليلاً فيما يتعلق بعوامل مثل السرعة والانعطاف، التي تؤثر على اللعبة.

## الألعاب

### كريزي تاكسي (أركيد)
تم إصدار نسخة الآركيد من كريزي تاكسي في فبراير 1999، وكان يُوجد بالُعبة خريطة واحدة فقط مُستوحاة من سان فرانسيسكو (المعروفة باسم «أركيد» في أول لُعبة وحدة تحكم، ولاحقًا باسم «ويست كوست» في التكملة). تضمنت حجرة آركيد «الإصدار القياسي» مقعد قيادة، وعجلة قيادة، ورافعة ناقل الحركة (للتروس الأمامية والخلفية)، ودواسة الفرامل، والتسارع، كما كانت هُناك نُسخة أكثر إحكاما من «إصدار خزانة نعومي» بدون مقعد قمرة قيادة. كانت لعبة الأركيد واحدة من أولى الألعاب التي استخدمت معالج الأجهزة سيجا نعومي، والذي يعتمد على سيجا دريم كاست وتم الكشف عنه كجزء من معرض سيجا في معرض اتحاد مشغلي الترفيه في اليابان عام 1999.

### كريزي تاكسي (وحدة التحكم)
تم إصدار نسخة وحدة التحكم كريزي تاكسي لجهاز دريم كاسيت في 24 يناير 2000. يشترك إصدار دريم كاسيت، ونُسخة حجرة الآركيد في مُعالجة مُتطابقة تقريبًا، وقد أصبح نقل اللُعبة إلى وحدة التحكم الرئيسية أمرًا صعبًا فقط بسبب الذاكرة الداخلية المحدودة الحجم على دريم كاسيت. استخدم سيجا كريزي تاكسي لإظهار قوة المعالج الرسومي لدريم كاست، القادر على الحفاظ على 60 إطار في الثانية طوال اللعب. بالإضافة إلى خريطة الممرات، التي تضمنت المدينة التي تحمل طابع سان فرانسيسكو (بعنوان «الأصلية»)، بالإضافة إلى ألعاب مُصغرة إضافية («كريزي بوكس») يمكن استخدامها لصقل مهارات التعامل مع سيارات الأجرة لدى اللاعب. تم تصميم الخريطة الجديدة أكبر بكثير من نسخة الآركيد، للسماح للاعب بتجربة الشعور «بالضياع»، والسماح بالاستكشاف، وهو أمر لا يمكن القيام به في إصدار الآركيد، بالإضافة إلى السماح «للاعب بالاستمتاع بكل 3 أبعاد».
بمجرد خروج سيجا من سوق الأجهزة، بدأت شركات أخرى في الحصول على كريزي تاكسي. جلبت أكافي اللعبة إلى بلاي ستيشن 2 في 21 مايو 2001، وجيم كلاب في 18 نوفمبر 2001، بينما قام أكتيفجن، وسترينج لايت بنقل اللعبة إلى الكمبيوتر الشخصي في عام 2002. كان إصدار بلاي ستيشن 2 فقط أكثر نجاحًا من إصدار دريم كاست، والباقي لم يكن كذلك. إصدار دريم كاست من كريزي تاكسي قابلاً للعب أيضًا من خلال المحاكاة عبر جيم لاب على أنظمة الكمبيوتر.

### كريزي تاكسي 2
صدات كريزي تاكسي 2 لجهاز دريم كاست في 28 مايو 2001. قدمت اللُعبة أربعة سائقي أجرة جدد بالإضافة إلى خريطتين جديدتين مُستوحاة من مدينة نيويورك (اساميهم «أروند ابل» و«سمول ابل»)، وأضافت ميزتي اللعب آليات تجميع عدة ركاب من مكان واحد، و «الهوب المجنون»، مما يسمح لسيارة الأجرة بتخطي إشارة المرور وبعض العوائق بقفزات قصيرة. وتم تغير وضع «كريزي بوكس» في اللعبة الأولى إلى وضع «كريزي بيرميد».

### كريزي تاكسي 3: هاي رولير
تم إصدار كريزي تاكسي 3: هاي رولير لجهاز إكس بوكس في 23 يوليو 2002، وتم إصداره لاحقًا للكمبيوتر الشخصي في عام 2004. تُعيد اللُعبة استخدام الخريطة الأصلية المعدلة للسماح باستخدام «كريزي هوب» الذي تم تقديمه في كريزي تاكسي 2، إحدى الخرائط من كريزي تاكسي 2، وخريطة جديدة مبنية على لاس فيغاس («أويسيس جلتير»). تُضيف اللُعبة سيارات إضافية للاختيار من بينها. تسمح اللُعبة للاعب بإلغاء تأمين وسائط النقل الأخرى إلى جانب التاكسي، بما في ذلك عربة الأطفال، ودراجة، وعربة. تظهر الألعاب المصغرة في كريزي تاكسي 3 في ترتيب «كريزي إكس». تم إنشاء نسخة أركيد بعنوان كريزي تاكسي: هاي رولير في عام 2003 باستخدام نفس الخرائط الثلاث مثل إصدار وحدة التحكم الرئيسية.

### كريزي تاكسي: كاتش أرايد
كريزي تاكسي: كاتش أرايد من تطوير جرافيك ستاتي، ونشر تي إتش كيو، وتم إصدارها في 8 أبريل 2003 لجهاز غيم بوي أدفانس. هذا الإصدار هو في الأساس نفس إصدارات كريزي تاكسي (وحدة التحكم)، والتي تتميز بخريطة سان فرانسيسكو، وخرائط مستوحاة من لوس أنجلوس ولكن مع مجموعة أصغر من الألعاب المصغرة، تم تكييفها لتلعب على الجهاز المحمول باستخدام محرك «راش» للرسومات. بينما تم عرض المدينة والشوارع باستخدام رسومات ثلاثية الأبعاد، يتم تمثيل سيارات الأجرة والركاب وحركة المرور الأخرى بواسطة العمل على أجهزة جي بي أ المحدودة. قال ريتشارد ويتا، المدير الإبداعي لشركة جرافيك ستاتي، أن لعبة كاتش أرايد كانت «أكثر الألعاب صعوبة من الناحية الفنية التي يمكنك القيام بها على آلة محمولة» في وقت إصدارها.

### كريزي تاكسي: فاير وارس
تم تطوير لُعبة كريزي تاكسي: فاير وارس من سنايبر استوديوس وبدعم من أعضاء فريق تصميم كريزي تاكسي هيتماكر الأصلي في اليابان. تم إصدارها لجهاز بلاي ستيشن بورتبل في 7 أغسطس 2007. اللُعبة مُستوحاه من كريزي تاكس، وكريزي تاكسي 2 دون أي تغييرات في طريقة اللعب، ولكن يتقصها الإعلانات داخل اللُعبة، والموسيقى التصويرية الأصلية. تتضمن اللُعبة مُوسيقى تصويرية خاصة بها، ويمكن للاعب استخدام مُوسيقاه الخاصة المخزنة في بلاي ستيشن بورتبل، كما قال جيف هسون من سنايبر استوديوس: «بالنسبة للاعبين الذين يجب أن يلعبوا» ذا نسلينج«، فإن لديهم الخيار لتشغيل الموسيقى الخاصة بهم.» يمكن للاعب أيضًا تسجيل لقطات لشاشة اللعب تصل إلى دقيقة ثم يشاركها مع الأصدقاء. تشتمل اللُعبة على ميزة تعدد اللاعبين عبر نظام بلاي ستيشن بورتبل، مما يُتيح للاعبين التنافس على النقاط في نفس الخريطة، بما في ذلك القدرة على سرقة الركاب من لاعب آخر. يمكن أيضًا لعب الألعاب متعددة اللاعبين مثل التجارب الزمنية، أو جولات "C-R-A-Z-Y" (نسخة مختلفة من اللعبة «هورسي») بمشاركة بلاي ستيشن بورتبل، حيث يقوم كل لاعب بالتناوب في المباراة.

### كريزي تاكسي: سيتي راش
تم الإعلان عن لعبة كريزي تاكسي: سيتي راش بواسطة سيجا في مارس 2014 كعنوان محمول مجاني لأنظمة آي أو إس وآندرويد. سيتي راش هي لعبة عداء قائمة على المهام مشابه في مفهومه لـ تمبل ران، حيث لا يملك اللاعب تحكمًا مباشرًا في سرعة التاكسي ولكن يمكنه استخدام حركات اللمس للانحراف في حركة المرور والانعطاف.

### كريزي تاكسي تايكون
كريزي تاكسي تايكون، المعروفة سابقًا باسم كريزي تاكسي غازليونير لعبة غير رئيسية أخرى للجوال تم إصدارها في عام 2017 لنظامي آي أو إس وأندرويد. على عكس الألعاب الأخرى، يعد هذا محاكيًا لا نهاية له لإدارة الأعمال من أعلى إلى أسفل وفرس خامل حيث يدير اللاعبون شركة سيارات أجرة ويوظفون سائقين لهزيمة شركة عملاقة في مجال مشاركة الركوب تسمى Prestige Mega Corp.

## التقييم
| اللعبة                   | النظام            | ميتاكريتيك | غيم رانكينغز |
| ------------------------ | ----------------- | ---------- | ------------ |
| كريزي تاكسي              | دريم كاست         | —          | 90%          |
| كريزي تاكسي              | بلاي ستيشن 2      | 80/100     | 79%          |
| كريزي تاكسي              | نينتندو غيم كيوب  | 69/100     | 70%          |
| كريزي تاكسي              | الحاسوب           | —          | 56%          |
| كريزي تاكسي 2            | دريم كاست         | 82/100     | 83%          |
| كريزي تاكسي 3: هاي رولير | إكس بوكس          | 69/100     | 69%          |
| كريزي تاكسي 3: هاي رولير | الحاسوب           | —          | 49%          |
| كرايزي تاكسي: كاتش أرايد | غيم بوي أدفانس    | 48/100     | 47%          |
| كرايزي تاكسي: فاير وارس  | بلاي ستيشن بورتبل | 65/100     | 67%          |
| كريزي تاكسي: سيتي راش    | آي أو إس          | 66/100     | 65.83%       |

كانت نسخة دريم كاست من كريزي تاكسي الأصلية واحدة من أكثر الألعاب مبيعًا للجهاز. كانت اللعبة ثاني أكثر لعبة دريم كاست مبيعًا في الولايات المتحدة في عام 2000، حيث بيعت منها ما يقرب من 750.000 وحدة، وهي ثالث أكثر ألعاب دريم كاسن مبيعًا في الولايات المتحدة حيث بيعت أكثر من مليون وحدة. تمت الإشادة باللعبة لالتقاط نكهة الآركيد، وربما تجاوزها بجعل الضوابط وتنفيذ الأعمال المثيرة المجنونة أسهل في الأداء. عانت اللعبة من «النوافذ المنبثقة» بسبب مسافات السحب المحدودة، وفقدان معدل الإطارات عند ظهور عدد كبير من السيارات على الشاشة. لاحظ النقاد قلة العمق نظرًا لأنه كان منفذًا للعبة أركيد، وبعض الصعوبات في سهم الوجهة، وانتحال «ولفمان جاك» المسكين لصفة المذيع داخل اللعبة.
تم تقييم كريزي تاكسي 2 بشكل جيد من قبل المراجعين مع الميزات الجديدة التي تساعد على توسيع اللعب من اللعبة الأصلية، على الرغم من أن البعض يعتقد أنه كان يمكن إجراء تغييرات أكثر جذرية في التكملة. على الرغم من إضافة خرائط جديدة، تسبب عدم وجود عناصر جديدة في طريقة اللعب في انتقاد كريزي تاكسي 3 من قبل المراجعين. لاحظت آي جي إن في مراجعتها للجزء الثالث أنه «من الواضح أن الحيوية الإبداعية التي تخيلت لأول مرة سلسلة سيارات الأجرة قد تضاءلت بشكل كبير.»
لا تعتبر منافذ اللعبة الأصلية لمنصتي بلاي ستيشن 2 وغيم كيوب قوية مثل لعبة دريم كاست. لوحظ أن كلاهما يعاني من «النوافذ المنبثقة» أكثر من إصدار دريم كاست، بالإضافة إلى ضوابط أقل، على الرغم من وجود نفس ميزات اللعب. مشاكل الرسوم التي ابتليت بها كريزي تاكسي: كاتش أرايد إلى غيم بوي ادفانس؛ كما صرحت آي جي إن، «من الواضح بشكل مؤلم أن الأجهزة لم يكن المقصود منها الدفع كثيرًا.» عانى كل من منفذي الكمبيوتر الشخصي لـ كريزي تاكسي وكريزي تاكسي 3 أيضًا من مشاكل في الرسومات.
منفذ بلاي ستيشن بورتبل في كريزي تاكسي: فاير وارس حظيت باستقبال أفضل إلى حد ما من الموانئ الأخرى. أثنت المراجعات على اللعبة على الإضافات متعددة اللاعبين والقدرة على إضافة مسار صوتي مخصص - مما دفع آي جي إن للتعليق على أن «تضمين هذا يجب أن يكون بلا تفكير، ولكن العديد من عناوين بلاي سيتشن بورتبل لا تفعل ذلك» - ولكن لاحظت بعض الأخطاء الرسومية، مرات التحميل الطويلة، وقلة المقاطع الصوتية الأصلية للألعاب. اختلطت مراجعات عناصر التحكم في اللعبة، حيث أشاد البعض بالمخطط على بلاي ستيشن بورتبل، بينما ذكر آخرون أن عناصر التحكم تبدو صلبة وغير متناسقة. لاحظت مراجعة غيم سبوت أن طريقة اللعب في كرزي تاكسي لا تصمد بشكل جيد مقارنة بألعاب السباقات الحديثة عبر منصات مختلفة.
يظهر مقطع كريزي تاكسي في مسار «سيجا كرنفال» في سونيك رايدرز، بما في ذلك الاختصار الخفي الذي يسمح للمتسابقين باستلام رحلة من سائق التاكسي أكسيل؛ يمكن أيضًا فتح معدات كريزي تاكسي المتطرفة. هناك أيضًا لعبة صغيرة تعتمد على كريزي تاكسي في لعبة آي توي، سيغا سوبرستارز، حيث يتحرك اللاعبون ويصرخون لاستدعاء أحد سائقي سيارات الأجرة. ب. يظهر جو، الذي ظهر في معظم الألعاب في هذه السلسلة ، كشخصية قابلة للعب في لعبة السباق سونيك أند سيجا أول-ستارز ريسينغ. اضطر ستيف "S0L" ليسيت من سومو ديجتال إلى الحصول على موافقة من سيجا إي أم 3 لاستخدام B.D. جو في اللعبة. كما ظهر في التكملة، سونيك أند أول ستارز ريسنغ ترانسفورمد.

## وصلات خارجية
- سلسلة كريزي تاكسي على موبي غيمز
- سلسلة كريزي تاكسي على مشروع الدليل المفتوح